# Saint-Pardoux-de-Drône
Pour les articles homonymes, voir Saint-Pardoux.
Saint-Pardoux-de-Dronne redirige ici.
Saint-Pardoux-de-Drône (nom officiel), souvent orthographiée Saint-Pardoux-de-Dronne, est une commune française située dans le département de la Dordogne, en région Nouvelle-Aquitaine.

## Géographie

### Généralités
Dans le quart nord-ouest du département de la Dordogne, en Ribéracois, la commune de Saint-Pardoux-de-Drône se trouve sur les hauteurs en rive gauche de la Dronne, dont elle est éloignée de près de deux kilomètres. Son territoire est traversé au sud par la Peychay — affluent de la Dronne — qui forme ensuite la limite communale au nord-ouest. C'est une commune rurale qui fait partie de l'aire d'attraction de Ribérac, zonage d’étude défini par l'Insee, qui a remplacé en 2020 l'aire urbaine de Ribérac qui n'incluait pas la commune.
À l'écart des routes principales, le bourg de Saint-Pardoux-de-Drône est situé, sept kilomètres au sud-est de Ribérac et douze kilomètres au nord-ouest de Saint-Astier.
Le territoire communal est desservi, dans sa partie nord-est, par la route départementale 104, qui passe à environ 600 mètres à l'est du bourg.

### Communes limitrophes
Saint-Pardoux-de-Drône est limitrophe de cinq autres communes. Au sud, au lieu-dit les Quatre Frères, son territoire est distant d'environ 70 mètres de celui de Saint-Vincent-de-Connezac et de 110 mètres de celui de Chantérac. Au nord-est, le territoire de Ribérac est éloigné de 450 mètres.
|                            | Saint-Méard-de-Drône   |          |
| Saint-Martin-de-Ribérac    | Saint-Pardoux-de-Drône | Douchapt |
| Saint-Sulpice-de-Roumagnac |                        | Segonzac |

### Géologie et relief

#### Géologie
Situé sur la plaque nord du Bassin aquitain et bordé à son extrémité nord-est par une frange du Massif central, le département de la Dordogne présente une grande diversité géologique. Les terrains sont disposés en profondeur en strates régulières, témoins d'une sédimentation sur cette ancienne plate-forme marine. Le département peut ainsi être découpé sur le plan géologique en quatre gradins différenciés selon leur âge géologique. Saint-Pardoux-de-Drône est située dans le troisième gradin à partir du nord-est, un plateau formé de calcaires hétérogènes du Crétacé.
Les couches affleurantes sur le territoire communal sont constituées de formations superficielles du Quaternaire et de roches sédimentaires datant pour certaines du Cénozoïque, et pour d'autres du Mésozoïque. La formation la plus ancienne, notée c5c, date du Campanien 3, une alternance de marnes à glauconie et de calcaires crayo-marneux jaunâtres. La formation la plus récente, notée CFvs, fait partie des formations superficielles de type colluvions carbonatées de vallons secs : sable limoneux à débris calcaires et argile sableuse à débris. Le descriptif de ces couches est détaillé dans  la feuille « no 758 - Périgueux (ouest) » de la carte géologique au 1/50 000 de la France métropolitaine, et sa notice associée.

Carte géologique de Saint-Pardoux-de-Drône.

#### Relief et paysages
Le département de la Dordogne se présente comme un vaste plateau incliné du nord-est (491 m, à la forêt de Vieillecour dans le Nontronnais, à Saint-Pierre-de-Frugie) au sud-ouest (2 m à Lamothe-Montravel). L'altitude du territoire communal varie quant à elle entre 79 mètres à l'extrême-nord-ouest, là où la Peychay quitte la commune pour servir de limite entre celles de Saint-Martin-de-Ribérac et Saint-Méard-de-Drône, et 207 mètres au sud, près du lieu-dit les Quatre Frères, en limite de la commune de Saint-Sulpice-de-Roumagnac.
Dans le cadre de la Convention européenne du paysage entrée en vigueur en France le 1er juillet 2006, renforcée par la loi du 8 août 2016 pour la reconquête de la biodiversité, de la nature et des paysages, un atlas des paysages de la Dordogne a été élaboré sous maîtrise d’ouvrage de l’État et publié en octobre 2020. Les paysages du département s'organisent en huit unités paysagères,. La commune est dans le Ribéracois, une région naturelle possédant un relief vallonné avec des altitudes moyennes comprises autour des 130-160 m, sculpté par la Dronne et ses nombreux affluents. Les paysages sont ondulés de grandes cultures dont les vastes horizons contrastent avec les paysages plus cloisonnés de la Dordogne,.
La superficie cadastrale de la commune publiée par l'Insee, qui sert de référence dans toutes les statistiques, est de 8,69 km2,,. La superficie géographique, issue de la BD Topo, composante du Référentiel à grande échelle produit par l'IGN, est également de 8,69 km2.

### Hydrographie

#### Réseau hydrographique
La commune est située dans le bassin de la Dordogne au sein du Bassin Adour-Garonne. Elle est drainée par la Peychay et le Pinquet et par deux petits cours d'eau, qui constituent un réseau hydrographique de 9 km de longueur totale,.
La Peychay, d'une longueur totale de 10,55 km, prend sa source dans la commune de Segonzac et rejoint la Dronne en rive gauche à 60 mètres d'altitude, au sud-est du bourg de Villetoureix, en limite de Ribérac et Saint-Méard-de-Drône. Elle traverse la commune du sud au nord-ouest sur quatre kilomètres et demi, dont près de deux lui servent de limite naturelle, en trois tronçons, face aux communes de Segonzac, Saint-Sulpice-de-Roumagnac et Saint-Martin-de-Ribérac.
Autre affluent de la Dronne, le Pinquet prend sa source dans le nord-est du territoire communal qu'il arrose sur plus d'un kilomètre.

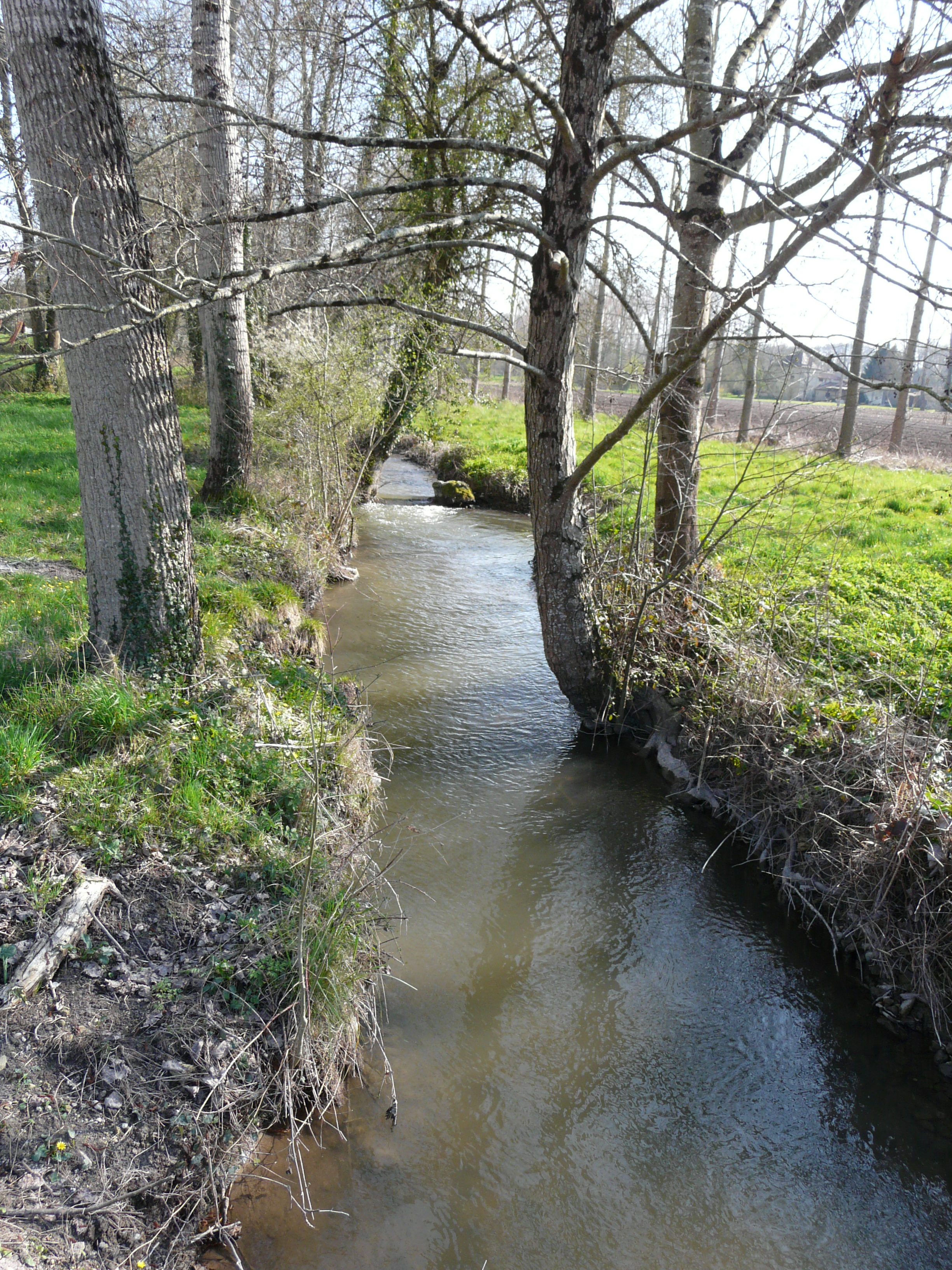
La Peychay au lieu-dit le Grand Champ, en limite de Saint-Pardoux-de-Drône (à gauche) et de Saint-Martin-de-Ribérac. Vue vers l'amont.
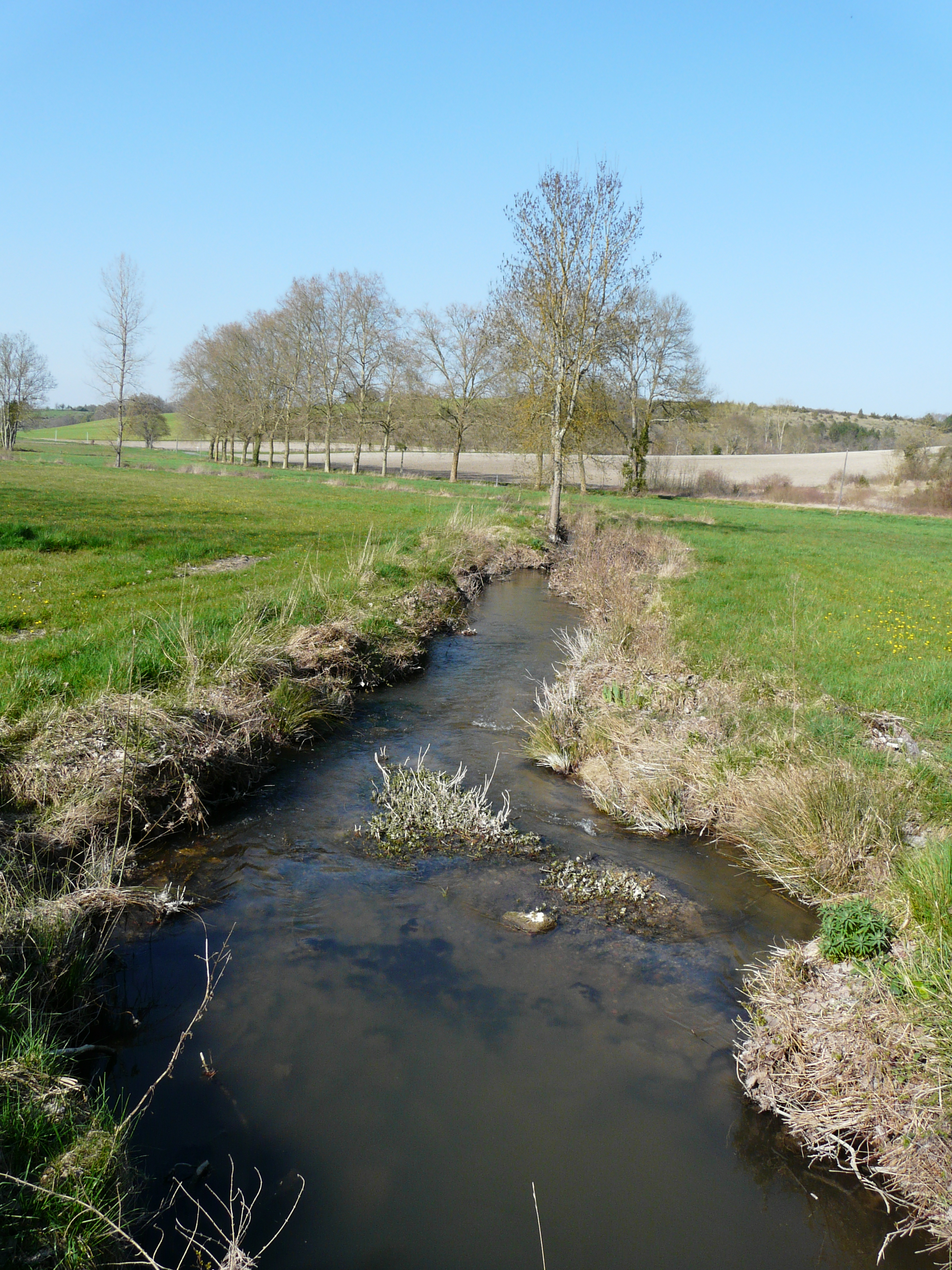
Au même endroit, en limite de Saint-Martin-de-Ribérac (à gauche) et de Saint-Pardoux-de-Drône. Vue vers l'aval.
Réseaux hydrographique et routier de Saint-Pardoux-de-Drône.

#### Gestion et qualité des eaux
Le territoire communal est couvert par le schéma d'aménagement et de gestion des eaux (SAGE) « Isle - Dronne ». Ce document de planification, dont le territoire regroupe les bassins versants de l'Isle et de la Dronne, d'une superficie de 7 500 km2, a été approuvé le 2 août 2021. La structure porteuse de l'élaboration et de la mise en œuvre est l'établissement public territorial de bassin de la Dordogne (EPIDOR). Il définit sur son territoire les objectifs généraux d’utilisation, de mise en valeur et de protection quantitative et qualitative des ressources en eau superficielle et souterraine, en respect des objectifs de qualité définis dans le troisième SDAGE  du Bassin Adour-Garonne qui couvre la période 2022-2027, approuvé le 10 mars 2022.
La qualité des eaux de baignade et des cours d’eau peut être consultée sur un site dédié géré par les agences de l’eau et l’Agence française pour la biodiversité.

### Climat
Pour des articles plus généraux, voir Climat de la Nouvelle-Aquitaine et Climat de la Dordogne.
Historiquement, la commune est exposée à un climat océanique aquitain.  
En 2020, Météo-France publie une typologie des climats de la France métropolitaine dans laquelle la commune est exposée à un climat océanique altéré et est dans la région climatique  Aquitaine, Gascogne, caractérisée par une pluviométrie abondante au printemps, modérée en automne, un faible ensoleillement au printemps, un été chaud (19,5 °C), des vents faibles, des brouillards fréquents en automne et en hiver et des orages fréquents en été (15 à 20 jours).
Pour la période 1971-2000, la température annuelle moyenne est de 12,4 °C, avec  une amplitude thermique annuelle de 15,3 °C. Le cumul annuel moyen de précipitations est de 951 mm, avec 12,5 jours de précipitations en janvier et 6,9 jours en juillet. Pour la période 1991-2020, la température moyenne annuelle observée sur la station météorologique la plus proche, située sur la commune de Saint-Martin-de-Ribérac à 5 km à vol d'oiseau, est de 13,5 °C et le cumul annuel moyen de précipitations est de 916,6 mm,. Pour l'avenir, les paramètres climatiques de la commune estimés pour 2050 selon différents scénarios d’émission de gaz à effet de serre sont consultables sur un site dédié publié par Météo-France en novembre 2022.

## Urbanisme

### Typologie
Au 1er janvier 2024, Saint-Pardoux-de-Drône est catégorisée commune rurale à habitat très dispersé, selon la nouvelle grille communale de densité à 7 niveaux définie par l'Insee en 2022.
Elle est située hors unité urbaine. Par ailleurs la commune fait partie de l'aire d'attraction de Ribérac, dont elle est une commune de la couronne,. Cette aire, qui regroupe 24 communes, est catégorisée dans les aires de moins de 50 000 habitants,.

### Occupation des sols
L'occupation des sols de la commune, telle qu'elle ressort de la base de données européenne d’occupation biophysique des sols Corine Land Cover (CLC), est marquée par l'importance des territoires agricoles (74,1 % en 2018), une proportion identique à celle de 1990 (74,1 %). La répartition détaillée en 2018 est la suivante : 
zones agricoles hétérogènes (52,5 %), forêts (22,2 %), terres arables (16,2 %), prairies (5,3 %), milieux à végétation arbustive et/ou herbacée (3,7 %). L'évolution de l’occupation des sols de la commune et de ses infrastructures peut être observée sur les différentes représentations cartographiques du territoire : la carte de Cassini (XVIIIe siècle), la carte d'état-major (1820-1866) et les cartes ou photos aériennes de l'IGN pour la période actuelle (1950 à aujourd'hui).

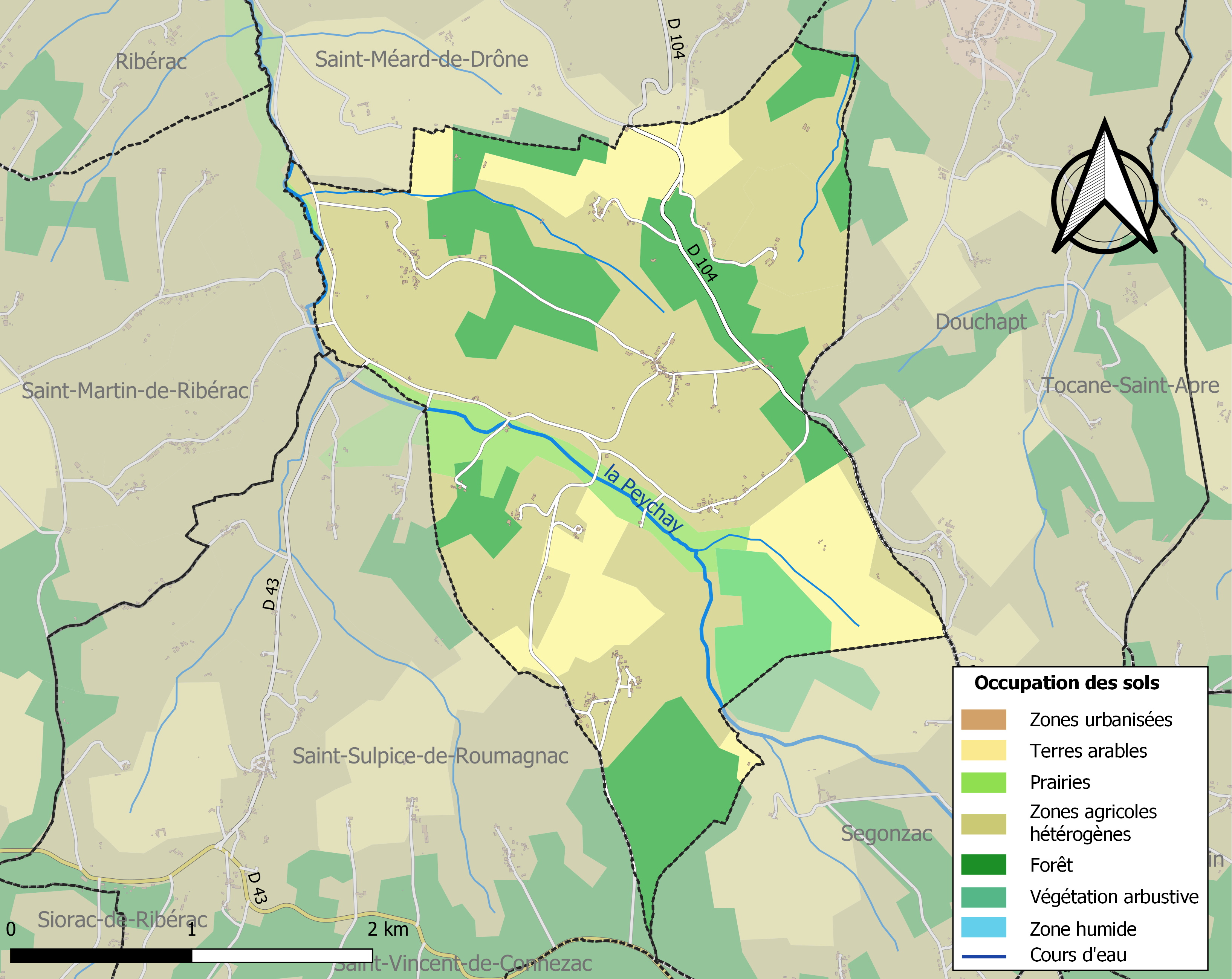
Carte des infrastructures et de l'occupation des sols de la commune en 2018 (CLC).

### Villages, hameaux et lieux-dits
Outre le bourg de Saint-Pardoux-de-Drône proprement dit, la commune se compose d'autres villages ou hameaux, ainsi que de lieux-dits :
- Argensac
- Beaumont
- Bellevue
- Bois Fouilloux
- Bois de Puythier
- le Château de la Tuillière
- Chautard
- Chazarie
- chez Besse
- chez Louis
- chez Mounet
- la Côte Vieille
- Farrachat
- la Font
- les Fontenelles
- les Fouilloux
- le Gabaré
- le Galifer
- les Graves
- la Grenie
- le Maine
- les Marchés
- le Mas
- le Moulin
- les Places
- Pradaux
- Puythier
- les Rochettes
- Tonillou
- la Valade.

### Prévention des risques
Le territoire de la commune de Saint-Pardoux-de-Drône est vulnérable à différents aléas naturels : météorologiques (tempête, orage, neige, grand froid, canicule ou sécheresse), feux de forêts, mouvements de terrains et séisme (sismicité très faible). Un site publié par le BRGM permet d'évaluer simplement et rapidement les risques d'un bien localisé soit par son adresse soit par le numéro de sa parcelle.
Saint-Pardoux-de-Drône est exposée au risque de feu de forêt. L’arrêté préfectoral du 14 mars 2013 fixe les conditions de pratique des incinérations et de brûlage dans un objectif de réduire le risque de départs d’incendie. À ce titre, des périodes sont déterminées : interdiction totale du 15 février au 15 mai et du 15 juin au 15 octobre, utilisation réglementée du 16 mai au 14 juin et du 16 octobre au 14 février. En septembre 2020, un plan inter-départemental de protection des forêts contre les incendies (PidPFCI) a été adopté pour la période 2019-2029,.

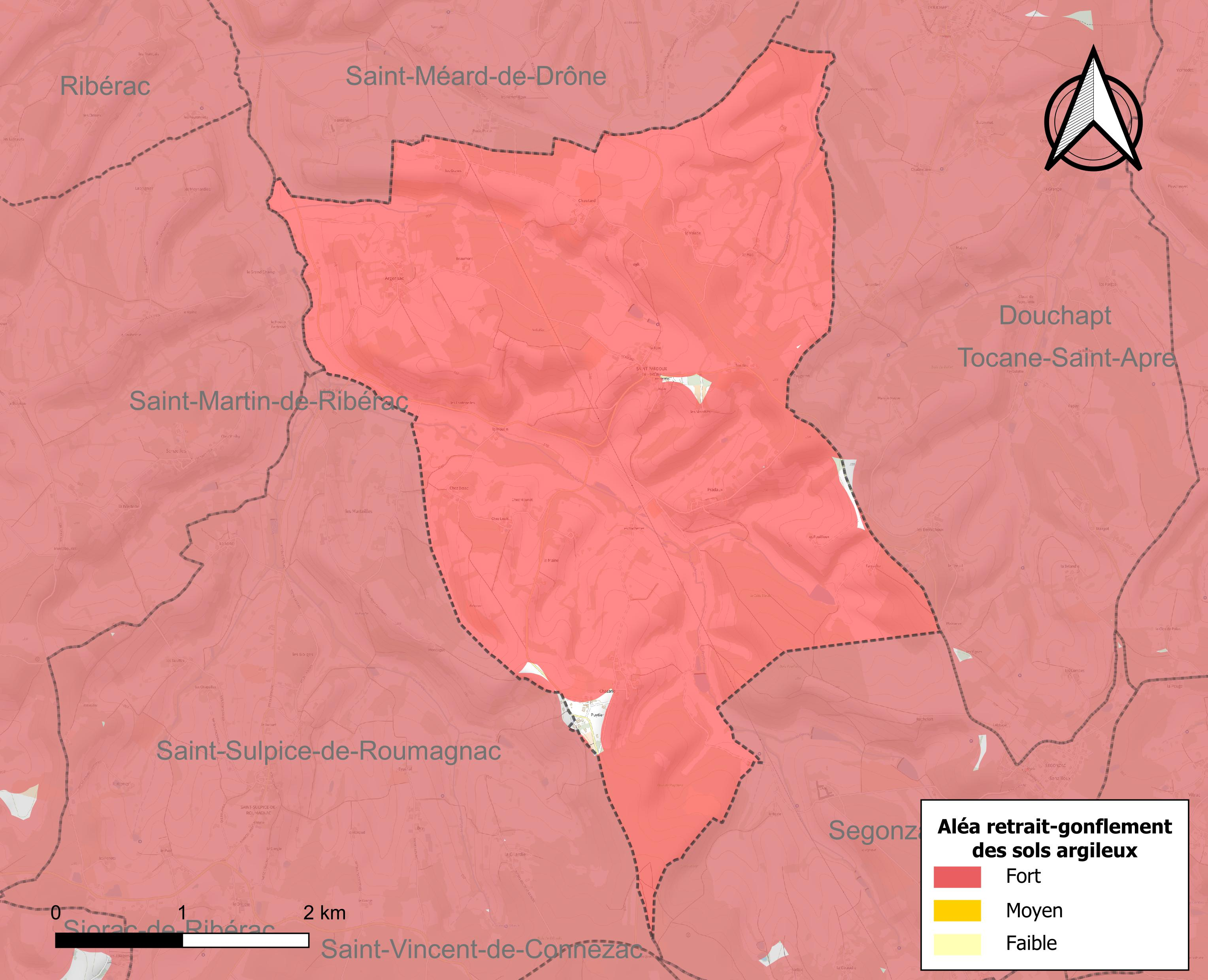
Carte des zones d'aléa retrait-gonflement des sols argileux de Saint-Pardoux-de-Drône.

Les mouvements de terrains susceptibles de se produire sur la commune sont des tassements différentiels. Le retrait-gonflement des sols argileux est susceptible d'engendrer des dommages importants aux bâtiments en cas d’alternance de périodes de sécheresse et de pluie. 99,1 % de la superficie communale est en aléa moyen ou fort (58,6 % au niveau départemental et 48,5 % au niveau national métropolitain). Depuis le 1er octobre 2020, en application de la loi ÉLAN, différentes contraintes s'imposent aux vendeurs, maîtres d'ouvrages ou constructeurs de biens situés dans une zone classée en aléa moyen ou fort,.
La commune a été reconnue en état de catastrophe naturelle au titre des dommages causés par les inondations et coulées de boue survenues en 1982, 1983 et 1999, par la sécheresse en 1992, 2003 et 2011 et par des mouvements de terrain en 1999.

## Toponymie
Le nom officiel de la commune est « Saint-Pardoux-de-Drône », mais elle est souvent orthographiée « Saint-Pardoux-de-Dronne ».
La commune tire son nom de Pardulphe, abbé de Guéret aux VIIe et VIIIe siècles. La seconde partie du nom fait référence à la proche Dronne qui, avec une longueur de 200 km et un bassin versant d'environ 2 800 km2, est le sous-affluent le plus important de la Dordogne.
En occitan, la commune porte le nom de Sent Pardol de Drona.

## Histoire
Le château de Saint-Pardoux dont il ne subsiste que des caves date probablement du XIe siècle.
La première mention écrite connue du lieu remonte à l'an 1276 sous la forme Sanctus Pardulphus prope Vernodium (« Saint Pardoux près de Vernode ». Son église gothique a été construite au XIIIe siècle.
Saint Pardoux de Dronne est une paroisse, avant que soit créée en 1790 la commune de Saint Pardoux, qui prendra au XIXe siècle le nom de Saint-Pardoux-de-Drône.

## Politique et administration

### Rattachements administratifs et électoraux
Dès 1790, la commune de Saint-Pardoux-de-Drône — initialement appelée Saint Pardoux — a été rattachée au canton de Saint Vincent qui dépendait du district de Ribérac jusqu'en 1795, date de suppression des districts. Lorsque ce canton est supprimé par la loi du 8 pluviôse an IX (28 janvier 1801)  portant sur la « réduction du nombre de justices de paix », la commune est rattachée au canton de Ribérac dépendant de l'arrondissement de Ribérac jusqu'en 1926 puis de l'arrondissement de Périgueux.
Dans le cadre de la réforme de 2014 définie par le décret du 21 février 2014, la commune reste rattachée à ce canton qui s'élargit, passant de 13 à 35 communes lors des élections départementales de mars 2015.

### Intercommunalité
En 1993, Saint-Pardoux-de-Drône intègre dès sa création la communauté de communes des Hauts de Dronne. Celle-ci est dissoute au 31 décembre 2013 et remplacée au 1er janvier 2014 par la communauté de communes du Pays Ribéracois, renommée en 2019 communauté de communes du Périgord Ribéracois.

### Administration municipale
La population de la commune étant comprise entre 100 et 499 habitants au recensement de 2017, onze conseillers municipaux ont été élus en 2020,.

### Liste des maires

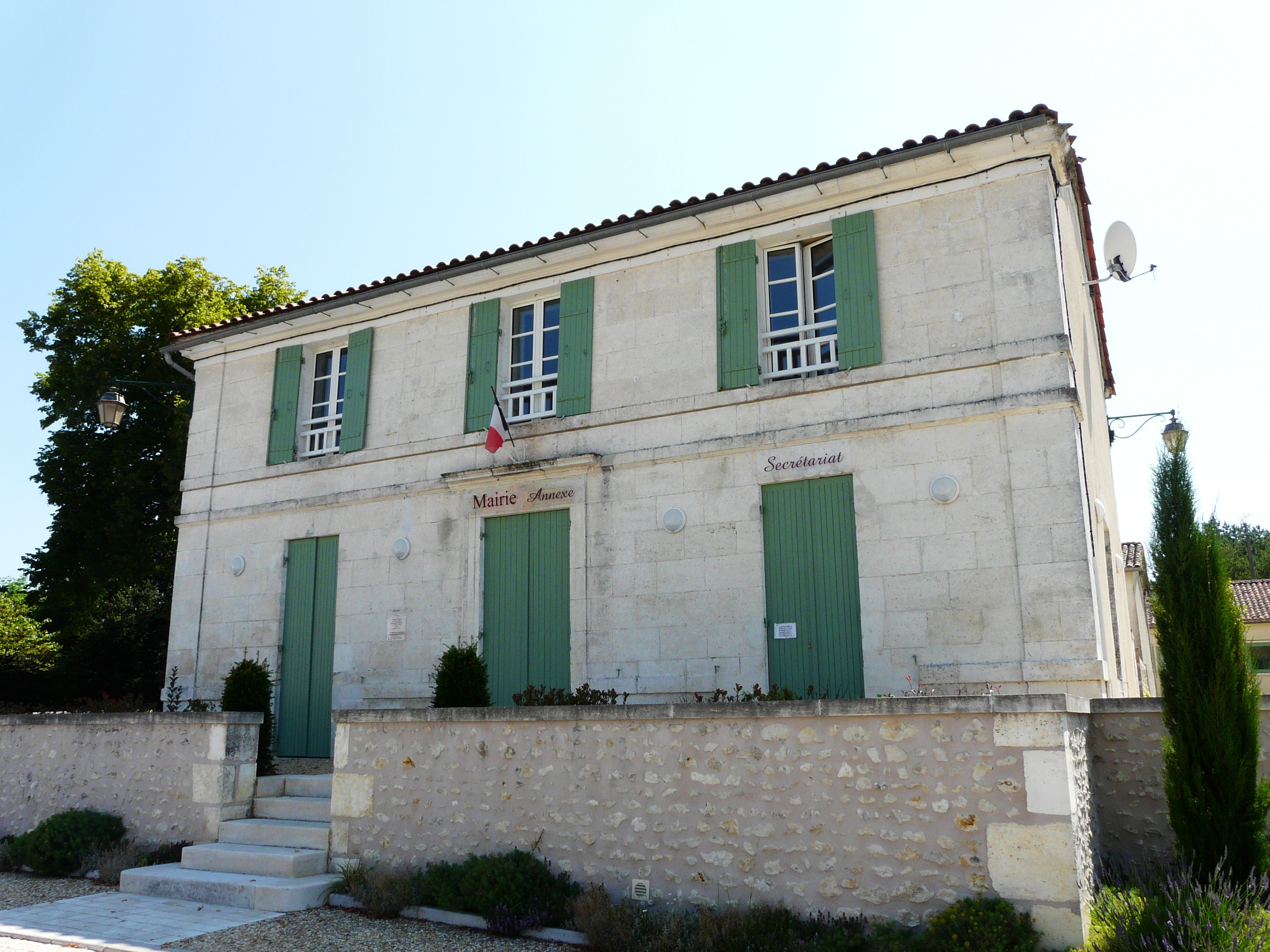
La mairie.

| Période                                  | Période        | Identité                   | Étiquette  | Qualité                            |
| ---------------------------------------- | -------------- | -------------------------- | ---------- | ---------------------------------- |
| Les données manquantes sont à compléter. |                |                            |            |                                    |
| 1791                                     | 1792           | Léonard Mazière            |            |                                    |
| 1793                                     | octobre 1795   | Puygerolle                 |            |                                    |
| novembre 1795                            | mai 1819       | Léonard Mazière            |            |                                    |
| juin 1819                                | 1821           | François Grampré-Dujarrie  |            |                                    |
| 1821                                     | février 1837   | Jean Raveau-Lajaunie       |            |                                    |
| mars 1837                                | mai 1842       | François Grampré-Dujarrie  |            |                                    |
| 1842                                     | septembre 1843 | Phénelon                   |            | Adjoint remplaçant le maire décédé |
| octobre 1843                             | 1848           | Émery Danias               |            |                                    |
| 1848                                     | 1870           | Pierre Ambroise Puygerolle |            |                                    |
| 1870                                     | 1874           | Léonard Rouchaud           |            |                                    |
| 1874                                     | juillet 1875   | Pierre Ambroise Puygerolle |            |                                    |
| 1875                                     | 1919           | Raymond Vergnaud           |            |                                    |
| 1920                                     | 1935           | Paul Vergnaud              |            |                                    |
| 1935                                     | 1978           | Roger Boniface             | MRG        |                                    |
| 1979                                     | 1995           | Angel Mignon               |            | Retraité de l'Armée de l'air       |
| juin 1995 (réélu en mai 2020)            | En cours       | Fabrice Boniface           | SE puis PS | Fonctionnaire territorial          |

## Équipements et services publics

### Justice
En 2023, dans le domaine judiciaire, Saint-Pardoux-de-Drône relève : 
- du tribunal judiciaire, du tribunal pour enfants, du conseil de prud'hommes et du tribunal de commerce de Périgueux ;
- du pôle Nationalité du tribunal judiciaire de Périgueux (compétent uniquement dans le domaine de la nationalité) ;
- de la cour d'appel, du tribunal administratif et de la  cour administrative d'appel de Bordeaux.

## Population et société

### Démographie
Les habitants de la commune se nomment les Parfuldiens.
L'évolution du nombre d'habitants est connue à travers les recensements de la population effectués dans la commune depuis 1793. Pour les communes de moins de 10 000 habitants, une enquête de recensement portant sur toute la population est réalisée tous les cinq ans, les populations de référence des années intermédiaires étant quant à elles estimées par interpolation ou extrapolation. Pour la commune, le premier recensement exhaustif entrant dans le cadre du nouveau dispositif a été réalisé en 2006.

En 2022, la commune comptait 191 habitants, en évolution de −4,98 % par rapport à 2016 (Dordogne : +0,37 %, France hors Mayotte : +2,11 %).
| 1793 | 1800 | 1806 | 1821 | 1831 | 1836 | 1841 | 1846 | 1851 |
| ---- | ---- | ---- | ---- | ---- | ---- | ---- | ---- | ---- |
| 483  | 484  | 477  | 521  | 537  | 528  | 563  | 499  | 503  |

| 1856 | 1861 | 1866 | 1872 | 1876 | 1881 | 1886 | 1891 | 1896 |
| ---- | ---- | ---- | ---- | ---- | ---- | ---- | ---- | ---- |
| 534  | 518  | 468  | 441  | 446  | 442  | 447  | 402  | 366  |

| 1901 | 1906 | 1911 | 1921 | 1926 | 1931 | 1936 | 1946 | 1954 |
| ---- | ---- | ---- | ---- | ---- | ---- | ---- | ---- | ---- |
| 384  | 398  | 385  | 324  | 315  | 296  | 295  | 331  | 247  |

| 1962 | 1968 | 1975 | 1982 | 1990 | 1999 | 2006 | 2011 | 2016 |
| ---- | ---- | ---- | ---- | ---- | ---- | ---- | ---- | ---- |
| 245  | 246  | 232  | 221  | 218  | 215  | 215  | 209  | 201  |

| 2021 | 2022 | - | - | - | - | - | - | - |
| ---- | ---- | - | - | - | - | - | - | - |
| 192  | 191  | - | - | - | - | - | - | - |

## Économie

### Emploi
En 2015, parmi la population communale comprise entre 15 et 64 ans, les actifs représentent 88 personnes, soit 43,1 % de la population municipale. Le nombre de chômeurs (sept) a légèrement diminué par rapport à 2010 (huit) et le taux de chômage de cette population active s'établit à 8,0 %.

### Établissements
Au 31 décembre 2015, la commune compte quinze établissements, dont six au niveau des commerces, transports ou services, quatre dans la construction, trois relatifs au secteur administratif, à l'enseignement, à la santé ou à l'action sociale, un dans l'agriculture, la sylviculture ou la pêche, et un dans l'industrie.

## Culture locale et patrimoine

### Lieux et monuments
- Château de Saint-Pardoux-de-Drône : datant probablement du XIe siècle, il dépendait au XVIe siècle de la seigneurie de Neuvic et avait justice sur la paroisse au milieu de XVIIIe siècle[61]. Il n'en reste que des caves médiévales[61].
- Château de la Tuilière (ou de la Tuillière) du Moyen Âge, dont il subsiste une tour[62],[63].
- Manoir du Maine, bâti au XVIe siècle et modifié aux XVIIIe et XIXe siècles[64].
- Église Saint-Pardoux du XIIIe siècle dont la nef est postérieure (XVe ou XVIe siècle), ainsi que le clocher qui date de 1841[45].

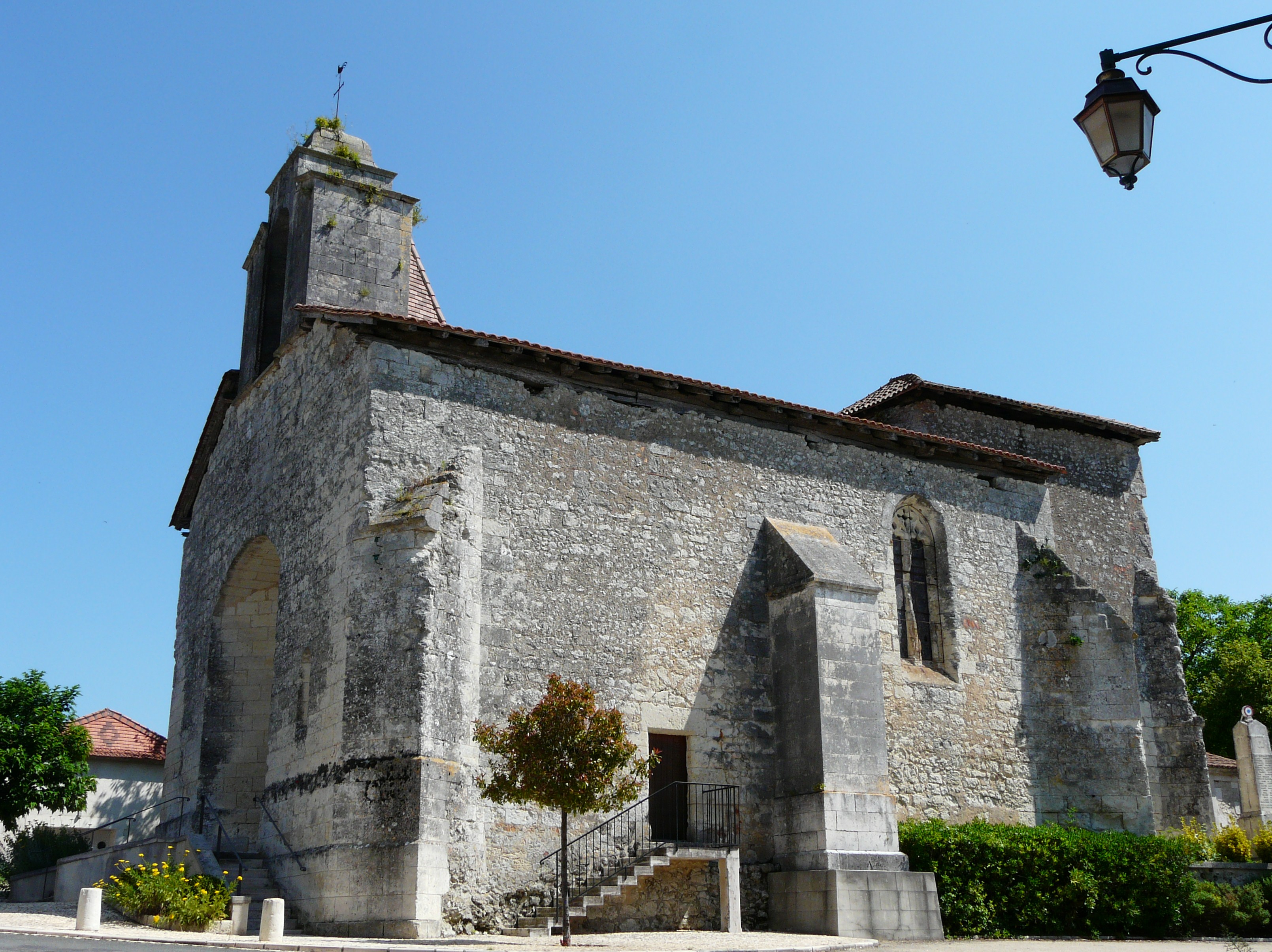
L'église Saint-Pardoux.
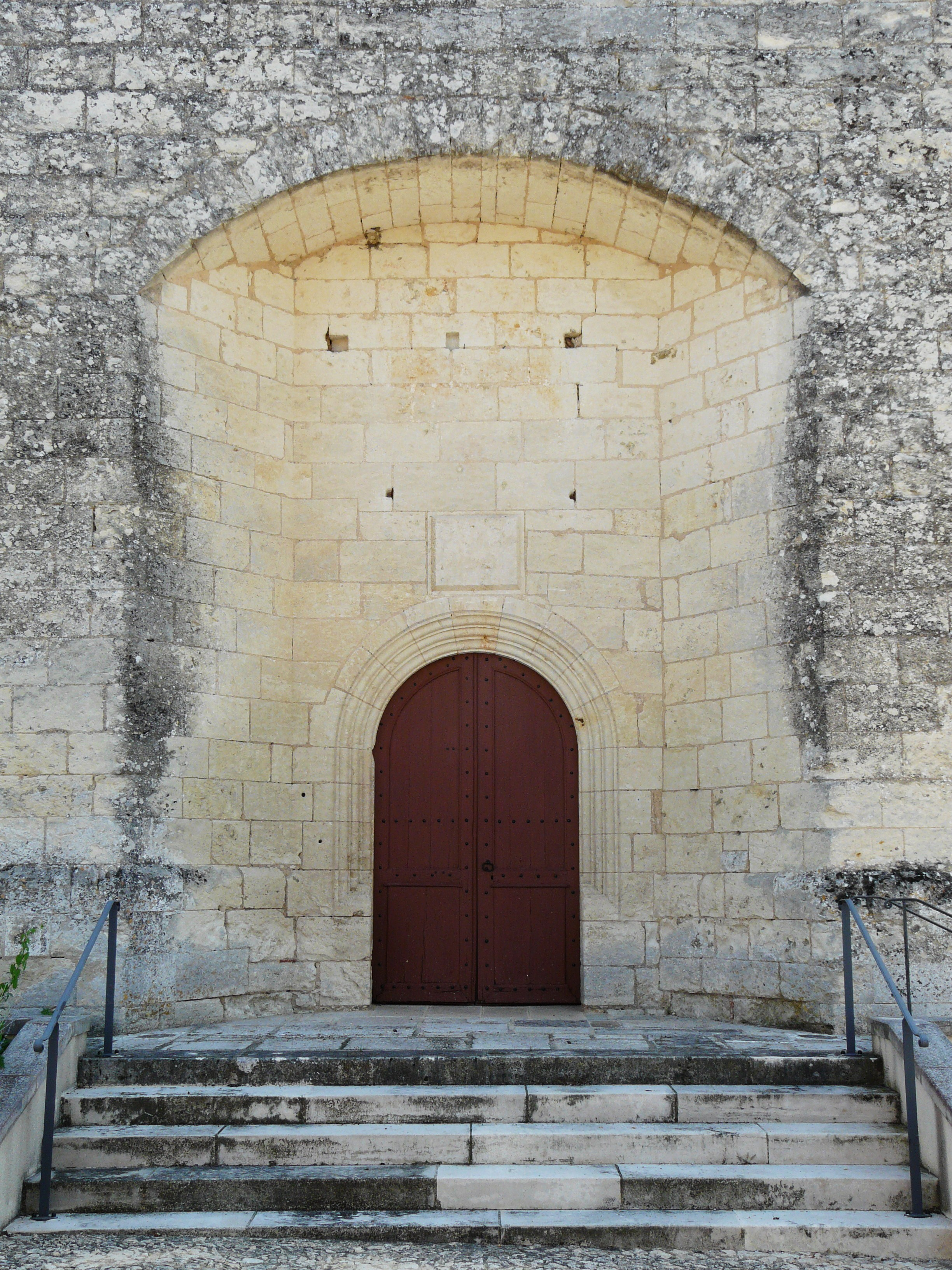
Son portail.
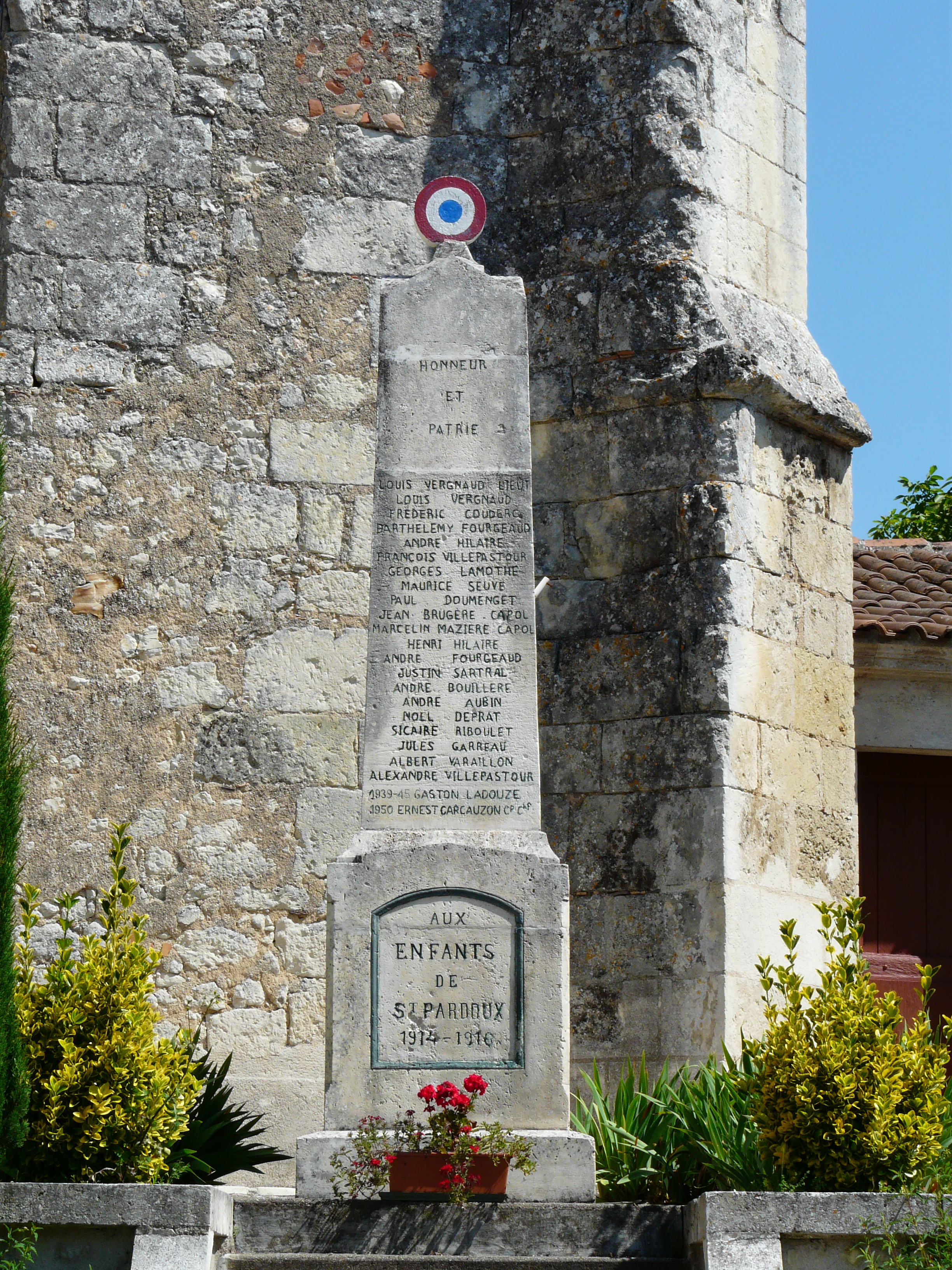
Le monument aux morts.

## Pour approfondir